# Nychiodes
Nychiodes is een geslacht van vlinders van de familie spanners (Geometridae), uit de onderfamilie Ennominae.

## Soorten
- N. admirabila Brandt, 1938
- N. agatcha Brandt, 1938
- N. amygdalaria (Herrich-Schäffer, 1848)
- N. andalusiaria Staudinger, 1892
- N. antiquaria Staudinger, 1892
- N. aphrodite Hausmann & Wimmer, 1994
- N. dalmatina Wagner, 1909
- N. divergaria Staudinger, 1892
- N. farinosa Brandt, 1938
- N. hispanica Wehrli, 1929
- N. leviata Brandt, 1938
- N. mauretanica Wehrli, 1929
- N. notarioi Exposito Hermosa, 2005
- N. obscuraria (de Villers, 1789)
- N. palaestinensis Wagner, 1919
- N. persuavis Wehrli, 1929
- N. princeps Wiltshire, 1966
- N. quettensis Wiltshire, 1966
- N. ragusaria Millière, 1884
- N. rayatica Wiltshire, 1957
- N. subfusca Brandt, 1938
- N. subvirida Brandt, 1938
- N. tyttha Prout, 1915
- N. variabila Brandt, 1938
- N. waltheri Wagner, 1919